# Saint-Michel-Loubéjou
Saint-Michel-Loubéjou é uma comuna francesa na região administrativa de Occitânia, no departamento de Lot. Estende-se por uma área de 5,25 km². Em 2010 a comuna tinha 411 habitantes (densidade: 78,3 hab./km²).